# ラフィク・サイフィ
ラフィク・サイフィ（アラビア語: رفيق صايفي, Rafik Saïfi, 1975年2月7日 - ）は、アルジェリア出身の元サッカー選手。ポジションはフォワード。

## 来歴
地元クラブであるMCアルジェにてプロキャリアをスタート。1999年にアルジェリアン・シャンピオナ・ナシオナル優勝に貢献してフランスのトロワACへ移籍。リーグ・ドゥ降格を含む5シーズン在籍した。
2010年1月23日、リーグ・ドゥ所属のFCイストルへ半年のレンタル移籍が発表され、さらに同年11月にはアミアンSCへと完全移籍を果たした。

## 代表歴

### 出場大会
- アルジェリア代表
  - 2010 FIFAワールドカップ

### 試合数
- 国際Aマッチ 64試合 18得点（1998年-2010年）[1]

| アルジェリア代表 | 国際Aマッチ | 国際Aマッチ |
| 年               | 出場        | 得点        |
| ---------------- | ----------- | ----------- |
| 1998             | 3           | 0           |
| 1999             | 5           | 2           |
| 2000             | 10          | 4           |
| 2001             | 5           | 3           |
| 2002             | 3           | 0           |
| 2003             | 3           | 0           |
| 2004             | 3           | 0           |
| 2005             | 4           | 2           |
| 2006             | 2           | 1           |
| 2007             | 7           | 3           |
| 2008             | 5           | 1           |
| 2009             | 7           | 2           |
| 2010             | 7           | 0           |
| 通算             | 64          | 18          |

## タイトル
- アルジェリアン・シャンピオナ・ナシオナル
  - 1999
- DZFoot d'Or
  - 2007, 2008